# Dili-Marathon

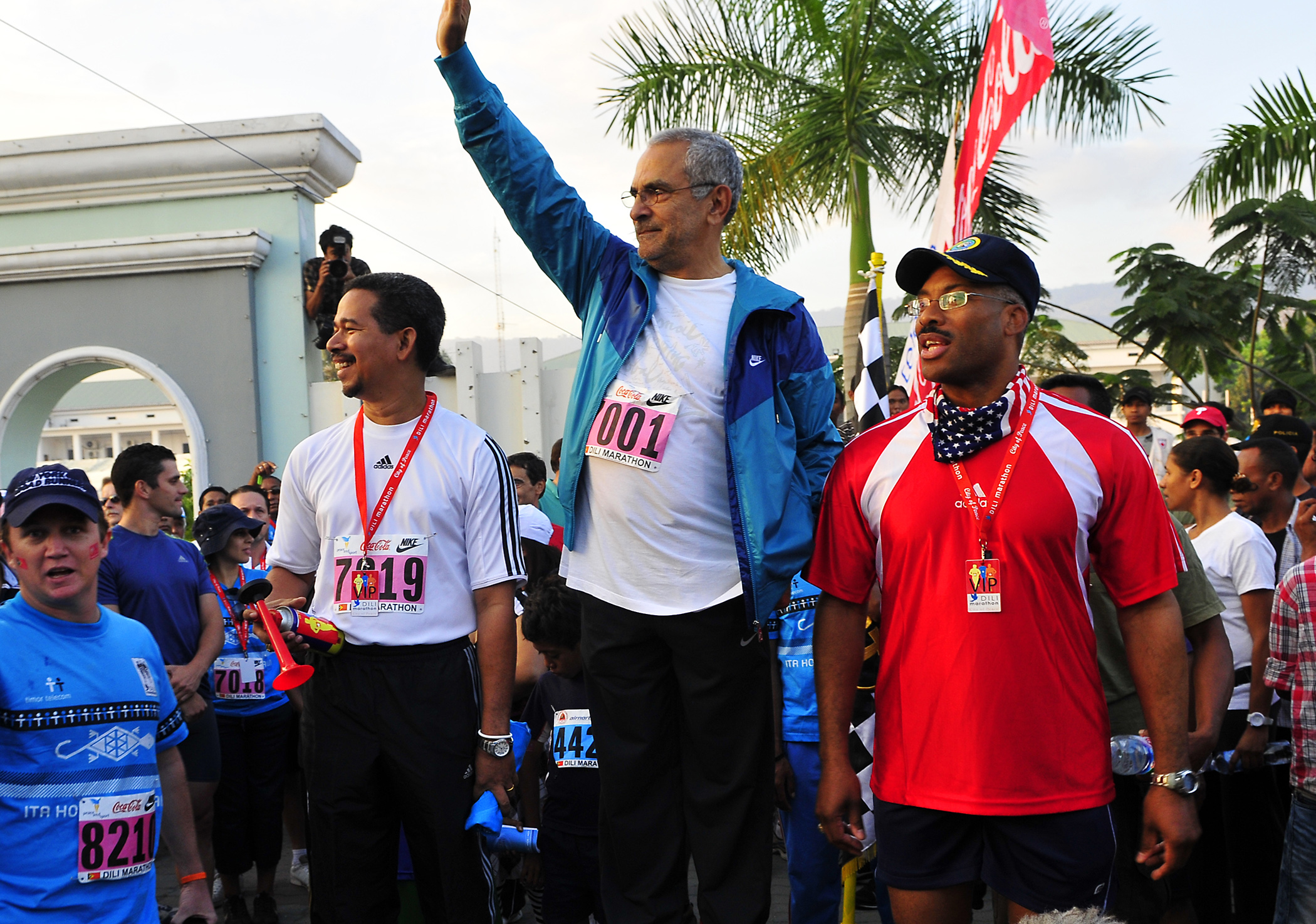
Staatspräsident José Ramos-Horta beim Start des Marathons 2011

Der Dili-Marathon ist ein internationaler Laufwettbewerb in Osttimors Hauptstadt Dili. Erstmals fand er am 20. Juni 2010 statt. Der Dili-Marathon geht zurück auf die Initiative des Staatspräsidenten Osttimors José Ramos-Horta.

## 2010
2010 wurden als Strecken Marathonlauf (42,195 km), Halbmarathon (21,097 km), 10-Kilometer- und 5-Kilometer-„Fun Run“ gelaufen; außerdem wurde ein Rollstuhlwettbewerb über 5 Kilometer ausgetragen. Start und Ziel war am Regierungspalast im Zentrum der Stadt. Für die Marathonstrecke muss eine 21,1 km lange Runde zweimal gelaufen werden, die Fun Run-Strecke besteht aus einer 5,1 km langen Runde. Die Marathonstrecke steigt von 2 m bis auf eine Meereshöhe von 42 m an. Unangenehm sind die klimatischen Bedingungen. Im Juni liegt die Durchschnittstemperatur zwischen 24 und 31 °C bei einer Luftfeuchtigkeit von 68 %. Daher wurde das Rennen bereits um 6:30 Uhr morgens gestartet.
Auf allen Strecken erreichten insgesamt 713 Sportler das Ziel (davon 185 Frauen), im Einzelnen:
- Marathon: 79 (davon 16 Frauen)
- Halbmarathon: 159 (davon 43 Frauen)
- 10-Kilometer-Lauf: 101 (davon 12 Frauen)
- 5-Kilometer-Lauf: 367 (davon 114 Frauen)
- 5-Kilometer-Rollstuhl-Rennen: 7

Bei den Männern gewann den Marathon der Kenianer Philemon Rotich mit 2:34:57 h. Die Osttimoresen Augusto Ramos Soares und Zeferino Guterres Magalhaes wurden mit einer Minute Rückstand Zweiter (2:26:00 h) und Dritter (2:36:28 h).
Bei den Frauen gewann den Marathon Australierin Lucie Hardiman mit 3:03:32 h. Zehn Minuten später traf die Osttimoresin Juventina Napoleão aus Lospalos (3:13:05 h) ein, gefolgt von ihrer Landsfrau Agueda Amaral (3:22:26 h), die bereits bei den Olympischen Spielen zweimal teilnahm.

## 2011
Am 18. Juni 2011 fand der zweite Dili-Marathon als Friedenslauf (tetum Halai Ba Dame) statt. Oberster Schirmherr war Fürst Albert II.
Strecken und Teilnehmerzahlen:
- Marathon: 41 Teilnehmer beendeten die Strecke, 10 davon Frauen.
- Halbmarathon: 160 Teilnehmer beendeten die Strecke, 40 davon Frauen.
- 7-Kilometer-Lauf

Die Veranstalter sprachen von etwa 5000 Teilnehmern beim Friedenslauf. Viele Schulkinder liefen die 7-Kilometer-Strecke mit.
Den Marathon gewann von 160 ins Ziel kommenden Teilnehmern der Kenianer Sammy Kiptoo Kurgat (2:20:06 h). Erneut Zweiter wurde der Osttimorese Augusto Ramos Soares (2:31:54 h). Beste Frau war auf Platz 8 Juventina Napoleão (3:08:28 h), die damit den zweiten Platz des Vorjahres verbessern konnte. Agueda Amaral wurde nur noch Vierte.
Ribeiro Pinto de Charbaliu aus Osttimor wurde Erster beim Halbmarathon (1:13:54 h). Beste Frau war die in der Jugendgruppe (16 und 17 Jahre) laufende Osttimoresin Marquita dos Santos (1:29:24 h).

## 2012
Der Dili-Marathon 2012 fand am 12. Mai statt, eine Woche vor den Feierlichkeiten zum 10. Jahrestag der Unabhängigkeit Osttimors. Von den 8052 Läufern konnten einige Teilnehmer aus Australien nicht mehr rechtzeitig eintreffen, weil ein Sturm ihre Anreise verhinderte.
6208 Teilnehmer liefen die Fünf-Kilometer-Strecke, meist Schüler der lokalen Schulen. Dazu kamen acht Teilnehmer im Fünf-Kilometer-Rollstuhlrennen. 1583 Läufer starteten beim Zehn-Kilometer-Rennen.
Den Marathon gewannen die Osttimoresen Marquita dos Santos mit 3:19:17 h bei den Frauen und Calisto da Costa bei den Männern mit 2:46:42 h bei den Männern. Das Preisgeld betrug jeweils 5000 US-Dollar. Sieger im Halbmarathon wurde der Japaner Koki Kawuchi in 1:11:58 h bei den Männern und die Osttimoresin Juventina Napoleão in 1:30:51 h bei den Frauen.

## 2013
Der Dili-Marathon 2013 fand am 22. Juni statt.

## Belege
- AFP, 20. Juni 2010, Kenyan tops first East Timor marathon